# Grille d'arrêt
Pour les articles homonymes, voir Grille.

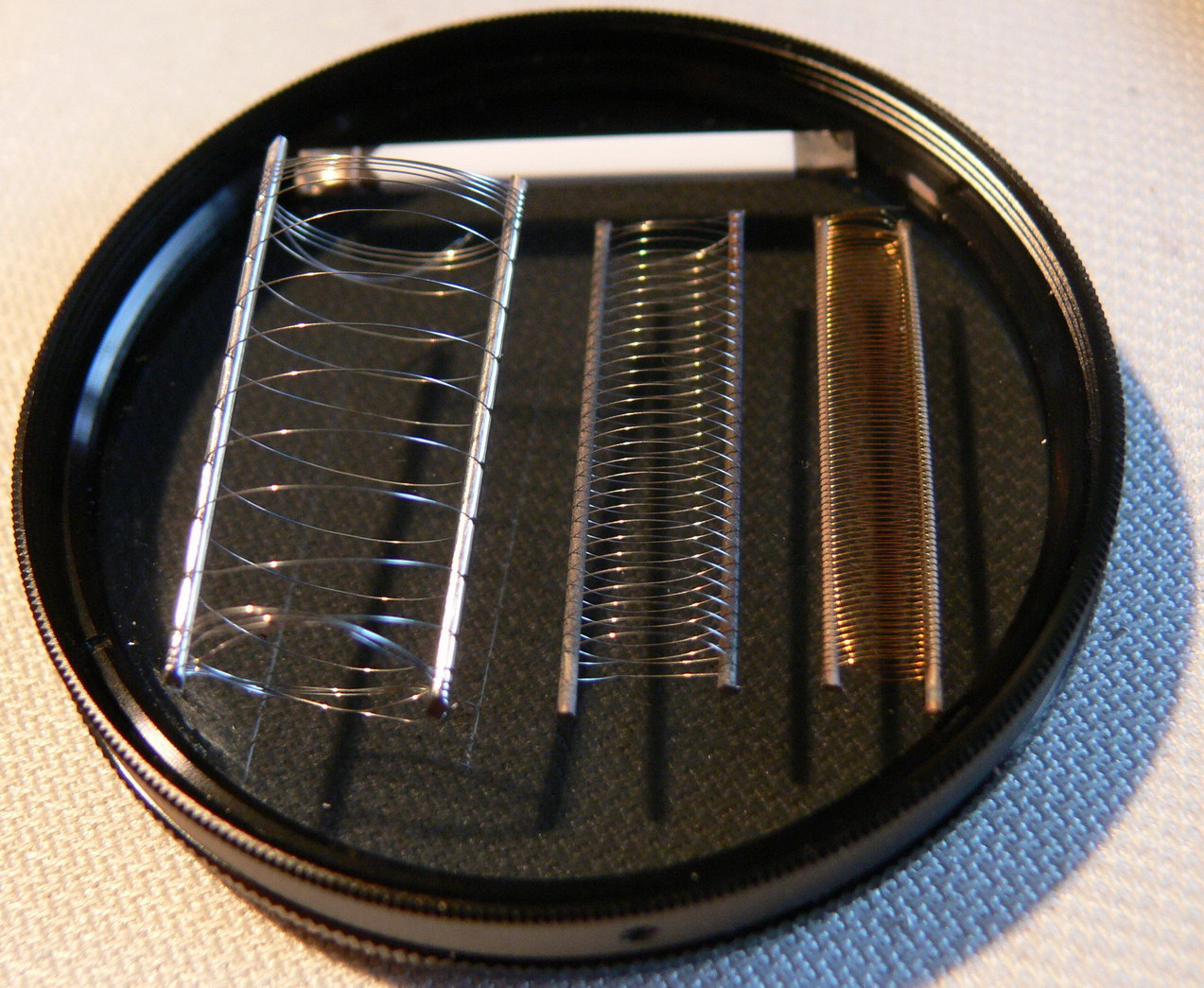
Exemple de grille d'arrêt.

La grille d'arrêt ou grille suppressive est utilisée dans les tubes électroniques pour supprimer l'émission secondaire d'anode.
Sous la forme d'un simple fil bobiné, la grille d'arrêt est interposée entre la grille écran et l'anode et transforme une tétrode en pentode, si à la place d'un fil bobiné on utilise des plaques, la tétrode devient une tétrode à faisceau dirigé.
La grille suppressive est souvent connectée à la cathode dans le tube (6L6 par exemple).
Comme cette grille est chargée négativement par rapport à l'anode et à la grille écran, elle renvoie les électrons émis par l'anode (émission secondaire) vers celle-ci, empêchant leur retour vers la grille écran, évitant de la sorte tout effet de résistance négative.